# Drogi powiatowe w powiecie lwóweckim
Drogi powiatowe w powiecie lwóweckim – sieć dróg powiatowych w powiecie lwóweckim o łącznej długości 331,36 km. Najdłuższymi drogami powiatowymi w powiecie lwóweckim są: 2494D (12305) z Krobicy do Pasiecznika (17,72 km) i 2491D (1027) z Pławnej Górnej do Strzyżowca (17,54 km). Najkrótszą drogą powiatową jest 2478D (12378) z Karłowca do granicy z powiatem lubańskim (0,47 km).

## Wykaz dróg powiatowych
| Numer drogi           | Przebieg drogi | Długość odcinka w powiecie |
| --------------------- | --- | -------------------------- |
| 2491D (1027)          | 364 Pławna Górna – Łupki – Wleń (Wojska Polskiego, pl. Bohaterów Nysy, Kościuszki, Jeleniogórska) – Nielestno – Pilchowice – Strzyżowiec | 17,54 km                   |
| 2492D (12131)         | Kwieciszowice – granica powiatu karkonoskiego                                                                                            | 0,94 km                    |
| 2774D (12214)         | granica powiatu karkonoskiego – Grudza – Rębiszów                                                                                        | 4,93 km                    |
| 2513D (12304) (12520) | 361 Mirsk (Spacerowa) – Rębiszów – Proszowa – Kwieciszowice                                                                              | 11,40 km                   |
| 2494D (12305)         | 361 Krobica – Gierczyn – Przecznica – Rębiszów – Kłopotnica – Grudza – Janice – Pasiecznik 30                                            | 17,72 km                   |
| 2423D (12308)         | granica powiatu lubańskiego – Karłowiec – Mirsk (Chopina, Przedmieście, Ofiar Oświęcimia)                                                | 3,14 km                    |
| 2497D (12346)         | Giebułtów – Giebułtówek – granica powiatu lubańskiego                                                                                    | 2,6 km                     |
| 2498D (12348)         | Mirsk (Mickiewicza, Graniczna) – Giebułtów – Augustów 360 – granica powiatu lubańskiego                                                  | 4,78 km                    |
| 2462D (12362)         | granica powiatu lubańskiego – Ubocze | 1,05 km                    |
| 2463D (12363)         | granica powiatu lubańskiego – Giebułtów 360                                                                                              | 1,45 km                    |
| 2478D (12378)         | granica powiatu lubańskiego – Karłowiec                                                                                                  | 0,47 km                    |
| 2495D (12394)         | Rębiszów – Mlądz – Gierczyn | 3,63 km                    |
| 2502D (12395)         | Mirsk – Brzeziniec | 3,49 km                    |
| 2503D (12396)         | Kłopotnica – Kwieciszowice | 1,8 km                     |
| 2504D (12397)         | Krobica – Kotlina | 2,92 km                    |
| 2505D (12398)         | Mlądz – Przecznica | 2,7 km                     |
| 2506D (12399)         | Rębiszów – Gajówka | 1,93 km                    |
| 2508D (12505)         | Strzyżowiec – granica powiatu karkonoskiego (Czernica)                                                                                   | 0,85 km                    |
| 2613D (12506)         | (Twardocice) granica powiatu złotoryjskiego – Dłużec – Sobota                                                                            | 5,1 km                     |
| 2509D (12507)         | 364 Lwówek Śląski – Sobota – Górczyca – Radomiłowice – Bełczyna (granica powiatu)                                                        | 16,5 km                    |
| 2507D (12508)         | Bełczyna – Bystrzyca – Wleń (Kasprowicza)                                                                                                | 6,64 km                    |
| 2510D (12509)         | Pilchowice – Zapora Pilchowicka – Pasiecznik 30                                                                                          | 9,75 km                    |
| 2511D (12510)         | 364 Pławna Dolna – Milęcice – Lubomierz (Polna, Jeleniogórska, Obwodnica, Gryfiogórska) – Radoniów 30                                    | 11,63 km                   |
| 2298D (12512)         | granica powiatu bolesławieckiego – Wolbromów – Rząsiny – Ubocze – Gryfów Śląski 364                                                      | 10,18 km                   |
| 2496D (12513)         | Lwówek Śląski (X Dywizji, Oświęcimska) – Radłówka – Niwnice – granica powiatu bolesławieckiego                                           | 8,56 km                    |
| 2499D (12514)         | 297 Lwówek Śląski – Rakowice Wielkie – Rakowice Małe – Włodzice Małe – granica powiatu bolesławieckiego                                  | 9,16 km                    |
| 2501D (12515)         | 297 Brunów – Chmielno – Ustronie – granica powiatu bolesławieckiego (kierunek Raciborowice)                                              | 7,85 km                    |
| 2512D (12520)         | 30 Droga przez wieś Krzewie Wielkie 30                                                                                                   | 2,54 km                    |
| 2514D (12520)         | Krzewie Wielkie – Młyńsko – Gajówka – Rębiszów                                                                                           | 6,91 km                    |
| 2515D (12521)         | 364 Gradówek – Niwnice – Kotliska – Rakowice Małe – Włodzice Wielkie 297                                                                 | 16,18 km                   |
| 2516D (12522)         | 364 – przez wieś Rząsiny | 3,09 km                    |
| 2517D (12528)         | Lubomierz (Chopina, Kościuszki) – Chmieleń 30                                                                                            | 4,28 km                    |
| 2519D (12530)         | 364 Płóczki Dolne – Płóczki Górne – Nagórze                                                                                              | 7,47 km                    |
| 2518D (12532)         | Chmielno – Zbylutów – Skorzynice – granica powiatu złotoryjskiego                                                                        | 9,68 km                    |
| 2520D (12533)         | Wleń – Łupki – Klecza | 4,25 km                    |
| 2522D (12534)         | Wojciechów – Maciejowiec – Pilchowice | 7,72 km                    |
| 2523D (12534)         | Maciejowiec – Pokrzywnik | 1,35 km                    |
| 2521D (12535)         | Nielestno – granica powiatu karkonoskiego (Czernica)                                                                                     | 3,16 km                    |
| 2524D (12536)         | Wojciechów – Lubomierz (Jeleniogórska)                                                                                                   | 3,84 km                    |
| 2525D (12536)         | Lubomierz (Majowa) – Oleszna Podgórska – Ubocze                                                                                          | 7,78 km                    |
| 2526D (12537)         | Gryfów Śląski (Rzeczna) – Proszówka | 4,32 km                    |
| 2527D (12538)         | 297 Żerkowice – Skała – Gaszów | 4,06 km                    |
| 2528D (12539)         | Sobota – Dębowy Gaj – Mojesz 297 | 4,9 km                     |
| 2529D (12541)         | Milęcice – Wojciechów | 2,4 km                     |
| 2530D (12544)         | 360 Wieża – Wieża 360 | 3,2 km                     |
| 2500D (12545)         | Włodzice Małe – Kotliska – granica powiatu bolesławieckiego                                                                              | 5,29 km                    |
| 2531D (12546)         | Pilchowice – Radomice – Łupki | 7,12 km                    |
| 2532D (12548)         | 364 Lwówek Śląski (Płakowicka) – Dworek – Pieszków – Bielanka                                                                            | 8,1 km                     |
| 2533D (12550)         | 297 Pławna Górna – Marczów – Przeździedza                                                                                                | 7,82 km                    |
| 2534D (12551)         | Wleń (Witosa) – Modrzewie | 2,42 km                    |
| 2535D (12552)         | Lubomierz (Sportowa) – Popielówek – Chmieleń                                                                                             | 5,98 km                    |
| 2536D (12553)         | Sobota – Dworek | 1,92 km                    |
| 2537D (12554)         | Modrzewie – Tarczyn | 2,13 km                    |
| 2538D (12559)         | 30 Chmieleń – Młyńsko – Proszówka | 5,49 km                    |
| 2539D (12562)         | Wolbromiów – Gradówek | 2,88 km                    |
| 2540D (12564)         | Górczyca – Przeździedza – Wleń | 5,85 km                    |
| 2295D (12582)         | (Nowa) granica powiatu bolesławieckiego – Włodzice Małe – Włodzice Wielkie 297                                                           | 3,13 km                    |
| 2280D (12584)         | Ustronie – granica powiatu bolesławieckiego (Żeliszów)                                                                                   | 1,59 km                    |

### Ulice powiatowe w miastach powiatu lwóweckiego
| Numer drogi | Przebieg drogi                                                     | Długość odcinka w powiecie |
| ----------- | ------------------------------------------------------------------ | -------------------------- |
| 2541D       | 297 Lwówek Śląski – Al. Wojska Polskiego (do ul. X Dywizji)        | 0,65 km                    |
| 2542D       | Gryfów Śląski – Rynek – Bankowa – pl. Kościelny – Kolejowa – Polna | 1,59 km                    |

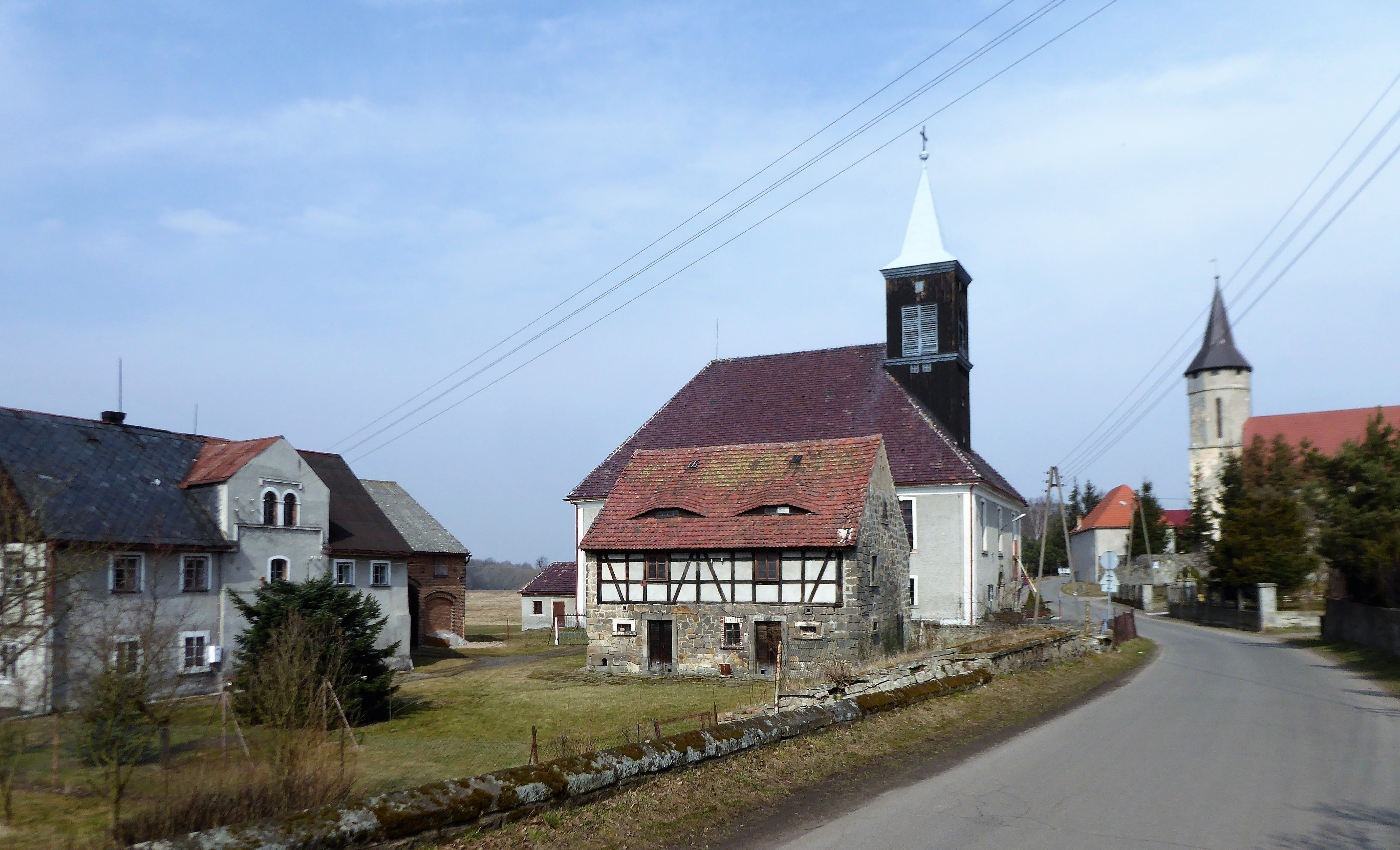
Droga powiatowa 2295D (12582) we Włodzicach Wielkich
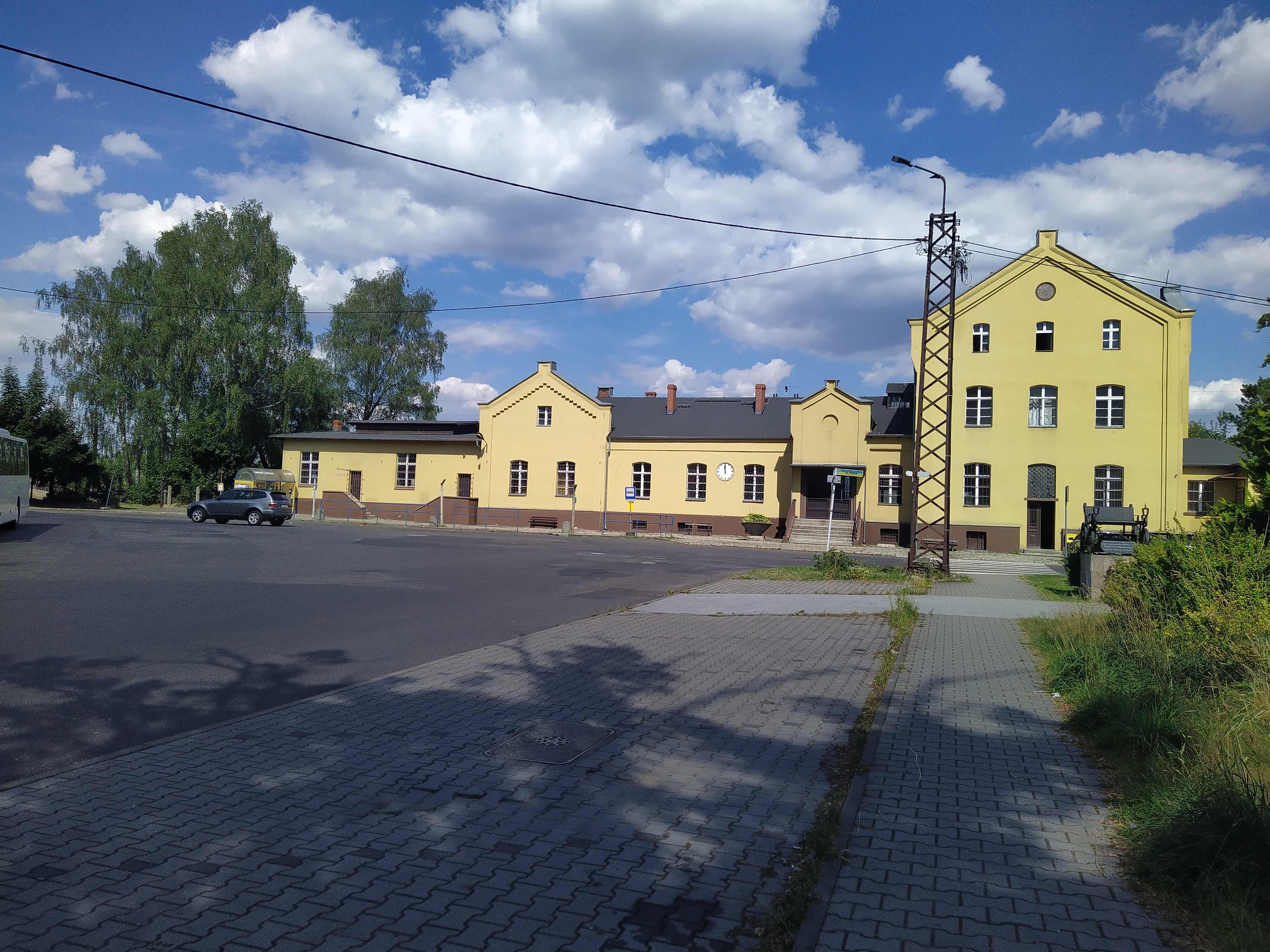
Droga powiatowa 2542D przy dworcu kolejowym Gryfowie Śląskim
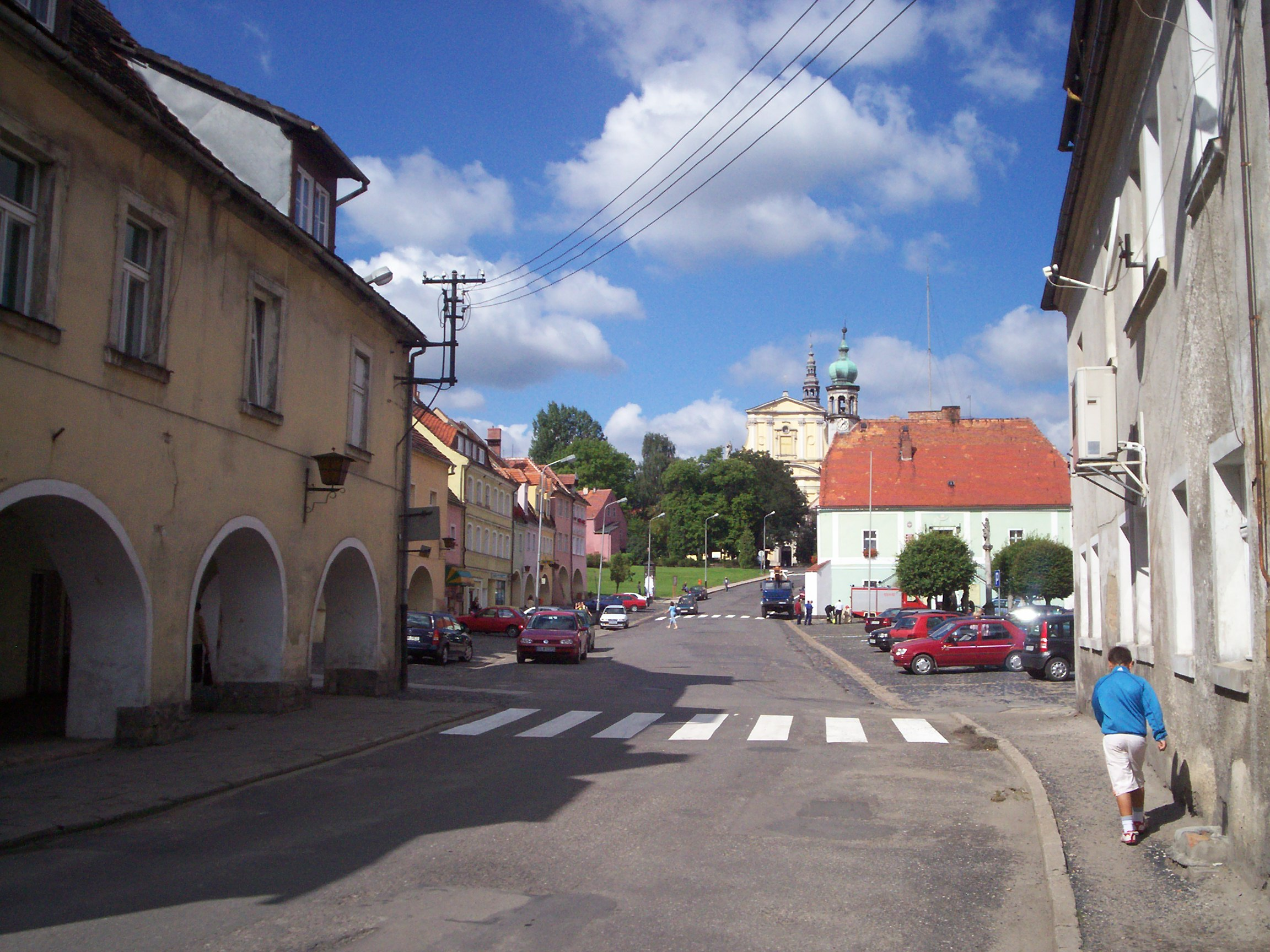
Droga powiatowa 2525D (12536) na rynku w Lubomierzu (sprzed renowacji)
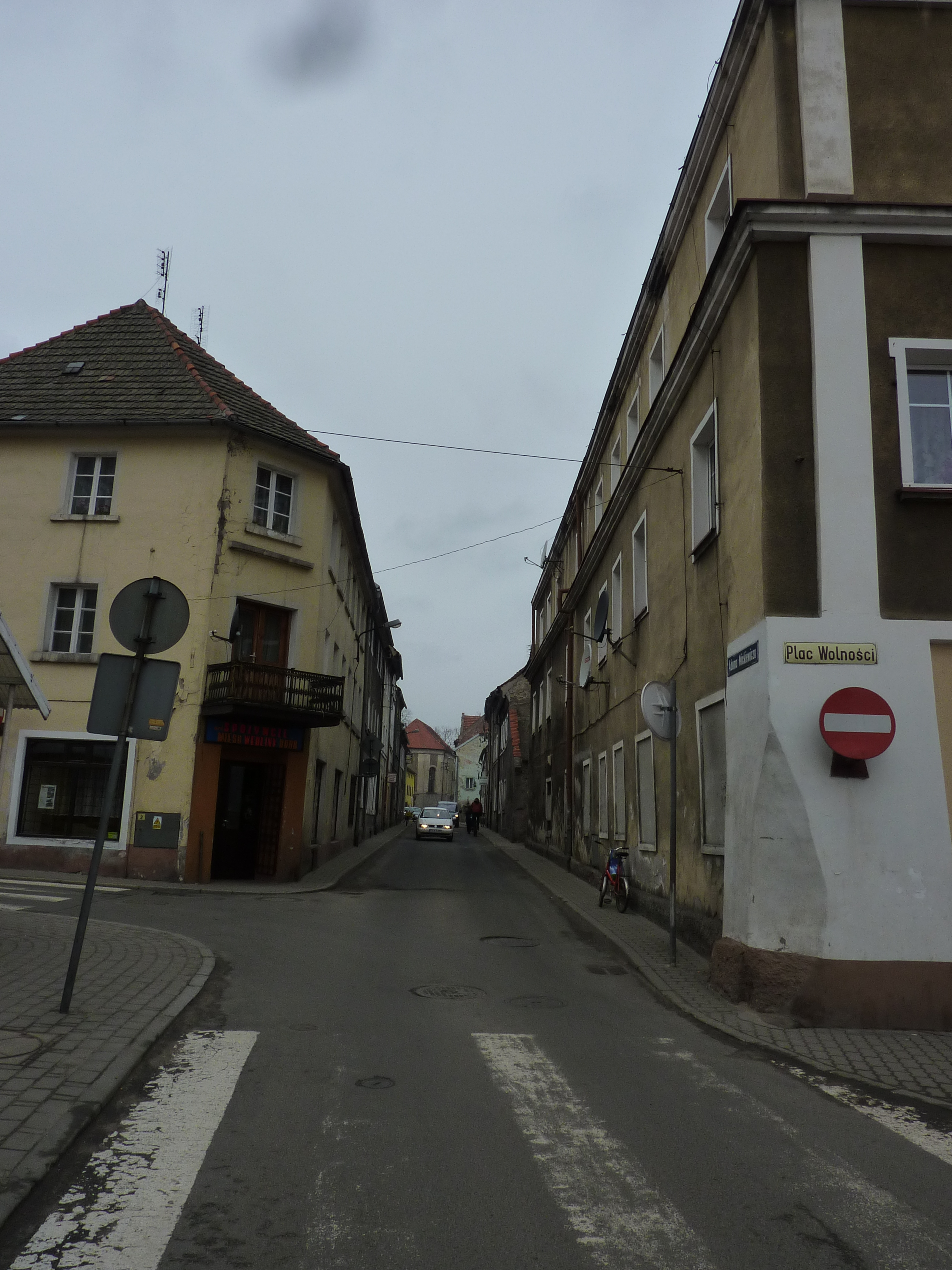
Droga powiatowa 2498D (12348) w Mirsku (ul. Mickiewicza)
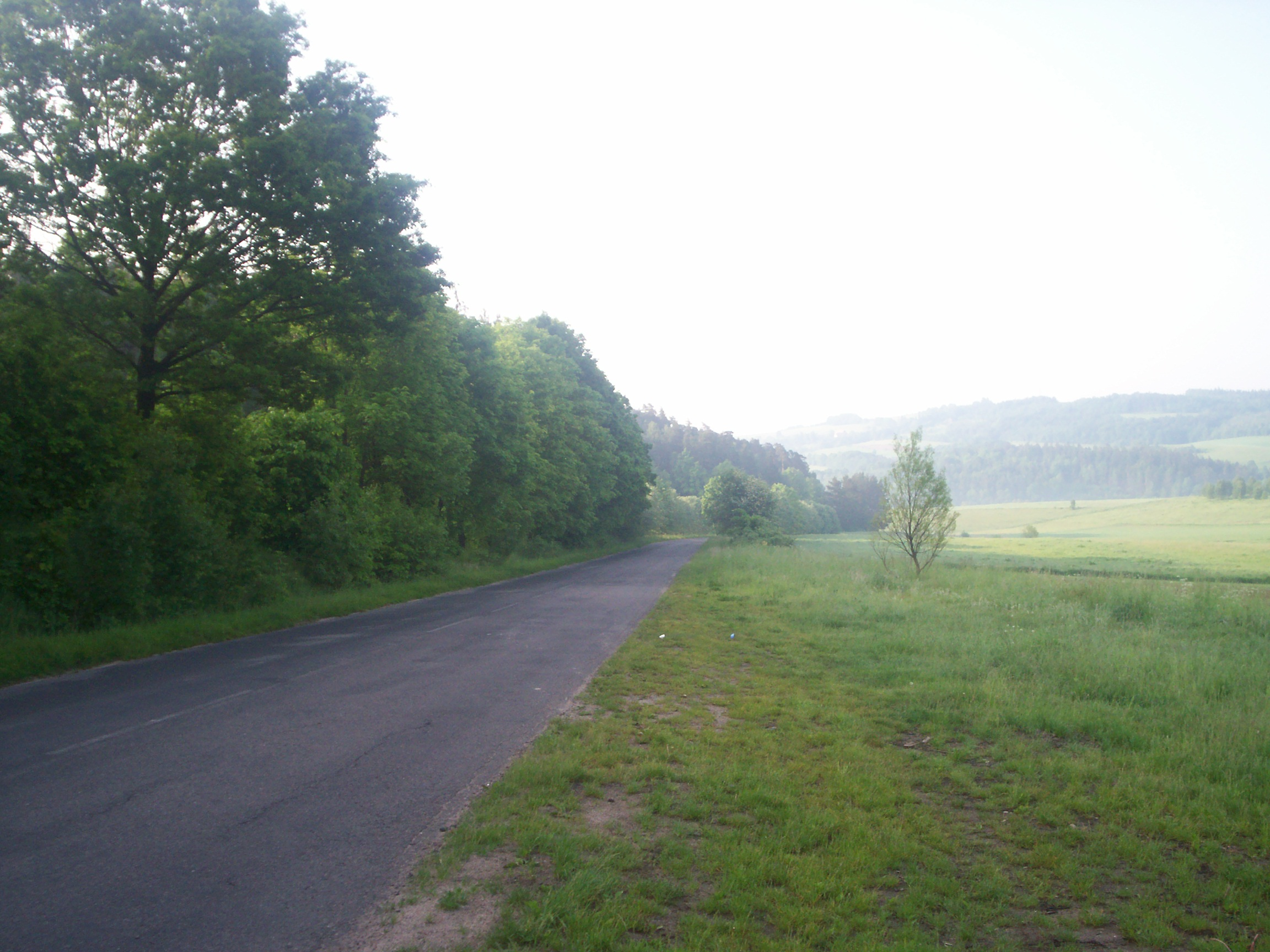
Droga powiatowa 2491D (1027) w Łupkach